# Mentor-on-the-Lake (Ohio)
Pour les articles homonymes, voir Mentor-on-the-Lake.
Mentor-on-the-Lake est une ville américaine située dans le comté de Lake, dans l'Ohio. Selon le recensement de 2010, sa population est de 7 443 habitants.